# Groninger Courant

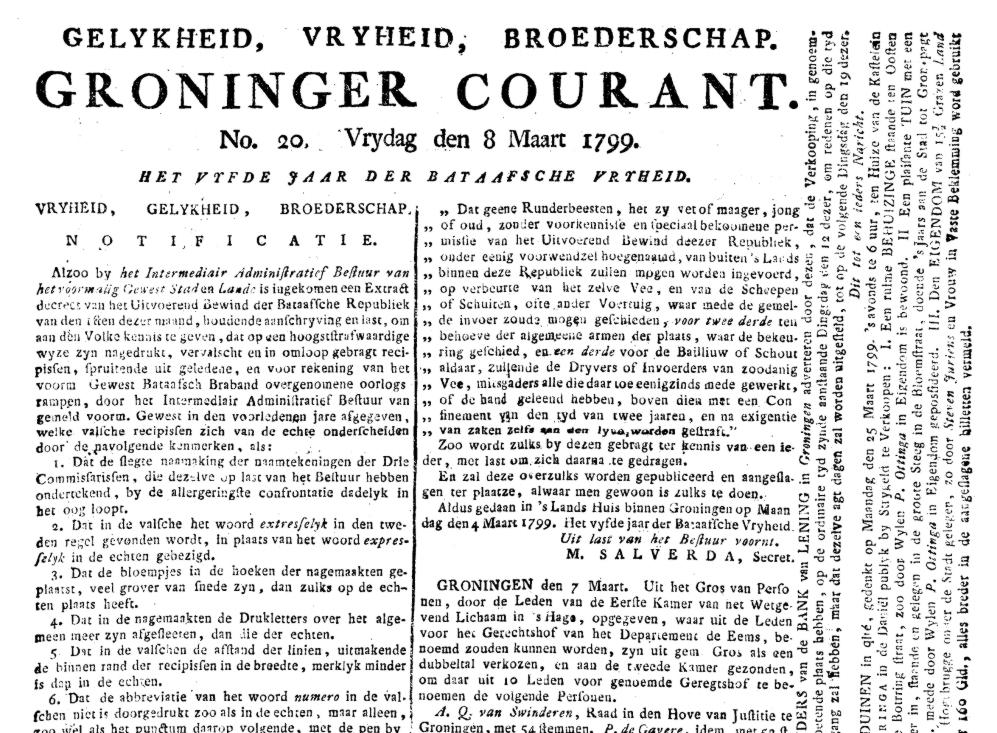
Groninger Courant, Ausgabe von Freitag, dem 8. März 1799

Der Groninger Courant war eine niederländische Zeitung, welche in Groningen unter vier verschiedenen Titeln zwischen 1743 und 1811 erschien. Das Medium bestand aus vier bedruckten Seiten auf einem gefalteten Blatt.

## Geschichte
Die Zeitung erschien erstmals 1743 als Geoctrojeerde Groninger Courant (etwa: „Patentiertes Groninger Meinungsblatt“). Später nannte sie sich Opregte Nieuwe Groninger Courant (opregt, veraltet für oprecht, deutsch: aufrichtig). Ab 1748 wurde das Blatt geführt als Opregte Groninger Courant.
Am 16. Juli 1773 nannte sich die Zeitung Groninger Courant und wurde bis zum 1. Juli 1811 herausgegeben. Gelegentliche Publikationen die unter oder mit dem Namen „Groninger Courant“ erschienen, hatten mit dem ursprünglichen Groninger Courant nichts zu tun.